# EULEX
El EULEX (European Union Rule of Law Mission in Kosovo; misión civil de la Unión Europea (UE) en Kosovo para el imperio de la ley) es la misión civil más grande jamás lanzada bajo la Política Común de Seguridad y Defensa (PCSD) de la Unión Europea. EULEX apoya a las instituciones del estado de derecho de Kosovo en su camino hacia una mayor eficacia, sostenibilidad, multietnicidad y rendición de cuentas, sin interferencias políticas y en pleno cumplimiento de las normas internacionales de derechos humanos y las mejores prácticas europeas a través de actividades de supervisión y funciones ejecutivas limitadas con el objetivo de traspasar las tareas restantes a otros instrumentos de la UE a largo plazo y eliminar gradualmente las funciones ejecutivas residuales. El mandato de la Misión cubría el período hasta el 14 de junio de 2020 sobre la base de la Decisión del Consejo CFSP 2018/856 y se prorrogó hasta el 14 de junio de 2021 mediante la Decisión del Consejo CFSP 2020/792. Aunque EULEX dice que trabaja en el marco de la Resolución 1244 del Consejo de Seguridad de la ONU y se supone debe mantener una posición neutral frente a los temas relacionados con el "status" de Kosovo, EULEX claramente ha tomado partido por las autoridades y planes de Pristina, incumpliendo claramente dicha resolución de la ONU 1244.
La UE ha intentado liderar el proceso de Kosovo, si bien se ha visto dividida en cuanto al reconocimiento de su independencia sin la aprobación internacional ni de Serbia. El acuerdo era visto como una forma de asegurar la unidad de la organización Europea en la cuestión, si bien la Presidencia del Consejo anunció que no abarcaría la postura en cuanto al reconocimiento de la independencia. La Unión ha expresado que su misión se basará legalmente en la Resolución 1244, que introdujo el gobierno internacional de Kosovo en 1999. En cualquier caso, la fuerza de la Unión Europea no ha recibido un nuevo mandato del Consejo de Seguridad ante la oposición de Rusia, que bloqueó la transferencia de la sede de las Naciones Unidas a la misión de la Unión Europea. Serbia también considera la misión como un reconocimiento de la Unión Europea a la independencia de Kosovo.
Además de los países miembros de la Unión Europea, también hay otros países implicados, como Croacia, Turquía, Suiza, Noruega o los Estados Unidos.

## Contexto

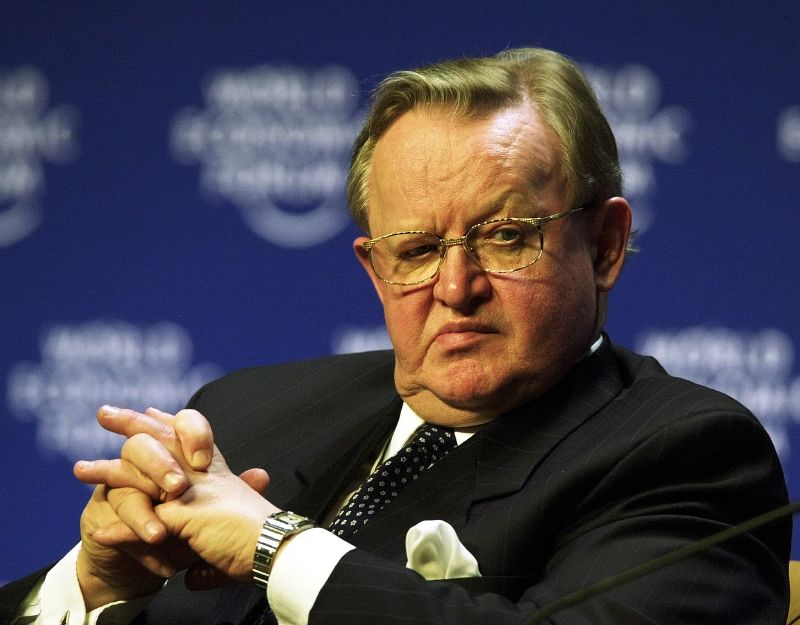
El Plan Ahtisaari contemplaba la asistencia policial y judicial de la Unión Europea.

Guerra de Kosovo
La guerra de Kosovo fue un conflicto armado ocurrido en la región de Kosovo entre el 28 de febrero de 1998 y el 11 de junio de 1999, enmarcado en las guerras yugoslavas. En él se enfrentaron las fuerzas de la República Federal de Yugoslavia (que en este momento estaba compuesta por las Repúblicas de Serbia y Montenegro), que controlaban Kosovo antes de la guerra, y el grupo rebelde albanés de Kosovo, conocido como el Ejército de Liberación de Kosovo (ELK), con apoyo aéreo de la OTAN a partir del 24 de marzo de 1999, y apoyo en tierra del ejército albanés.
El ELK se formó en 1991 e inició su primera campaña en 1995 cuando lanzó ataques dirigidos a la aplicación de la ley serbia en Kosovo. En junio de 1996, el grupo se atribuyó la responsabilidad por actos de sabotaje contra las comisarías de policía de Kosovo. En 1997, la organización adquirió una gran cantidad de armas a través del contrabando de armas desde Albania, después de una rebelión en la que las armas fueron decomisadas por la policía. A principios de 1998, los ataques del ELK dirigidos contra las autoridades yugoslavas en Kosovo aumentaron la presencia de paramilitares serbios y fuerzas regulares que posteriormente iniciaron una campaña de represión contra los simpatizantes y opositores políticos del ELK. Esta campaña mató a entre 1500 y 2000 civiles y combatientes del ELK.
El 20 de marzo de 1999, las fuerzas yugoslavas iniciaron una campaña masiva de represión y expulsión de albanokosovares tras la retirada de la Kosovo Verification Mission de la OSCE (KVM) y el fracaso del Conferencia de Rambouillet propuesto. Después de que fracasaran los intentos de encontrar una solución diplomática, la OTAN intervino, justificando la campaña en Kosovo como una "guerra humanitaria". Esto precipitó una expulsión masiva de albaneses de Kosovo cuando las fuerzas yugoslavas continuaron combatiendo durante el bombardeo aéreo de Yugoslavia (marzo-junio de 1999). Para el año 2000, las investigaciones habían recuperado los restos de casi tres mil víctimas de todas las etnias y, en 2001, un Tribunal Supremo administrado por las Naciones Unidas, con sede en Kosovo, encontró que había "una campaña sistemática de terror, incluidos asesinatos y violaciones" por parte de las fuerzas yugoslavas en las que se trató de erradicar a la población albanesa.
Resolución 1244 del Consejo de Seguridad de las Naciones Unidas
La resolución 1244 del Consejo de Seguridad de las Naciones Unidas, aprobada el 10 de junio de 1999, tomando en consideración las resoluciones 1160 (1998), 1199 (1998), 1203 (1998) y 1239 (1999), autorizó una presencia internacional, tanto civil como militar, en Kosovo (territorio de la República Federal de Yugoslavia) y creó la Misión de Administración Provisional de las Naciones Unidas en Kosovo (MINUK).
Declaración de independencia de Kosovo
La declaración de independencia dividió a los estados entre aquellos que la apoyaron, como Estados Unidos, sus principales aliados y parte de la Unión Europea; y aquellos que se opusieron como la propia Serbia, Rusia y sus aliados, y estados como España y gran parte de América, que se mostraron contrarios al reconocimiento de la provincia serbia como Estado independiente.
Adhesión de Kosovo a la Unión Europea
El acceso de Kosovo a la Unión Europea afronta múltiples obstáculos en el desarrollo de las negociaciones bilaterales. El principal es el hecho de que varios Estados miembros de la Unión Europea, que tendrían que ratificar su eventual acceso a la organización, no lo reconocen como estado. Así en 2024 solo 22 de los 27 miembros de la Unión reconocían a Kosovo como un estado independiente. Sin embargo, Kosovo es considerado oficialmente como un «candidato potencial» a entrar en la Unión, y se le atribuye una «perspectiva europea» por parte del Consejo de la Unión Europea.
Según se confirmó en la cumbre de Tesalónica de junio de 2003, Kosovo esta firmemente ligado al marco del proceso de estabilización y asociación, la política de la UE que se aplica a los Balcanes que está diseñada para preparar candidaturas potenciales al ingreso en la UE. Consecuentemente las Instituciones Provisionales de autogobierno de Kosovo adoptaron en 2006 un Plan de Acción para la puesta en práctica la membresía europea. 
Capacidad geopolítica de la Unión Europea
La política exterior y de defensa es un terreno donde los Estados miembros suelen abogar por mantener su soberanía nacional. Ello no ha impedido que conceptos como “unión europea de la defensa”, “soberanía europea” o “autonomía estratégica” se hayan convertido en un lenguaje común para significar la ambición de la UE de actuar como un actor internacional y contribuir a dar forma al “nuevo orden mundial”. No obstante, estos conceptos no han sido definidos con precisión y suelen ser interpretados de forma ambigua, cuando no contradictoria, lo que ha contribuido a eludir el debate sobre la definición estratégica de la UE.
En otro apartado, la ayuda al desarrollo de la UE —sumando las instituciones europeas y cada uno de los Estados miembros— se ha alineado tradicionalmente con los principios del desarrollo humano y sostenible. Sin embargo, estos paradigmas han interactuado también con la creciente presencia de objetivos geopolíticos.
Por su parte, la Se ha detectado un bucle de plantilla: Plantilla:Extracto
Misión de Administración Provisional de las Naciones Unidas en Kosovo
La Misión de Administración Provisional de las Naciones Unidas en Kosovo (MINUK) (en inglés: United Nations Interim Administration Mission in Kosovo - UNMIK), es la administración provisional por parte de la ONU del territorio en disputa de Kosovo. La Misión gestó en Kosovo una fase de transición hacia la resolución de su estatus definitivo tras la guerra de 1999. Tras el fracaso de las negociaciones entre las autoridades serbias y las del gobierno rebelde de Kosovo, estas últimas optaron por declarar unilateralmente y con el apoyo de Estados Unidos la independencia de Serbia el 17 de febrero de 2008. Esta independencia fue reconocida por Estados Unidos y la mayor parte de sus aliados, aunque no fue aceptada por Serbia, Rusia ni por las Naciones Unidas.
La MINUK fue creada por la resolución 1244 del Consejo de Seguridad de la ONU el 10 de junio de 1999, al final de la Guerra de Kosovo.
En un principio, el Consejo de Seguridad autorizó al Secretario General para que estableciera una presencia internacional civil en Kosovo – la Misión de Administración Provisional de las Naciones Unidas en Kosovo (UNMIK) – a fin de que Kosovo tuviera una administración provisional bajo la cual su población pudiera gozar de una autonomía sustancial. Por su complejidad y alcance, la tarea encomendada no tenía precedentes; el Consejo confirió autoridad a la UNMIK sobre el territorio y la población de Kosovo, incluso todas las facultades legislativas y ejecutivas y la administración del poder judicial.
El plan Ahtisaari (2007)

## Historia
El Consejo Europeo aprobó el 14 de diciembre de 2007 una misión importante, con una participación de entre 1800 y 1900 efectivos. Esa cifra fue incrementada más tarde hasta 2000 efectivos debido a un incremento en la inestabilidad esperada por la falta de un acuerdo con Serbia.
Se planeaba que la decisión final fuese tomada el 28 de enero de 2008. Sin embargo, fue pospuesta debido a las preocupaciones sobre los efectos negativos que la decisión pudiese tener en las elecciones presidenciales de Serbia, cuya segunda vuelta se celebraría el 3 de febrero, así como sobre la posible firma del Acuerdo de Estabilización y Asociación con Serbia en esa fecha. La razón oficial para el retraso fue la falta de una base legal para la misión. Se aprobó finalmente una acción conjunta el 4 de febrero, lo cual implicaba que sólo quedaba una aprobacíón final, que se esperaba para el 18 de ese mismo mes.

## Reconocimiento internacional de la independencia de Kosovo

Reconocimiento de la independencia de Kosovo en los Estados miembros de la UE.
Reconocen su independencia
No reconocen su independencia

El reconocimiento internacional de Kosovo es el proceso de reconocimiento de Kosovo como Estado independiente, producido tras la declaración de independencia de Kosovo de Serbia, que se promulgó el domingo 17 de febrero de 2008 por la Asamblea de Kosovo por unanimidad, pero en el que no estuvieron los 11 representantes de la minoría serbia, que boicotearon el proceso. La reacción internacional fue dispar y la comunidad mundial continúa dividida sobre la cuestión del reconocimiento internacional de Kosovo.
Hasta marzo de 2025, 103 Estados miembros de las Naciones Unidas han reconocido a la República de Kosovo como un estado independiente. También lo han hecho otros cuatro estados o entidades soberanas que no son miembros de la ONU. Sin embargo, hasta marzo de 2020, 12 Estados miembros de la ONU habían retirado el reconocimiento de la República de Kosovo.

## Composición y despliegue
Los efectivos están compuestos por fiscales, jueces y policías enfocando la misión al cumplimiento de la ley bajo estándares democráticos. Por otro lado, el tamaño de la misión implcaría que Kosovo se convertiría en el país en el que estarían ubicados el mayor número de personal civil de la Unión Europea fuera de Bruselas.
España, por su parte, no tomaría parte en la misión EULEX hasta que las cuestiones legales referentes al reemplazo de la administración de las Naciones Unidas quedasen resueltas. El Ministro de Exteriores de España, Miguel Ángel Moratinos, dijo en una reunión en Eslovenia que España no mandaría su contingente hasta que hubiese un traspaso formal de poderes desde las Naciones Unidas.
Tropas enviadas a Kosovo
- Alemania: Alemania enviará alrededor de 600 efectivos como fuerzas de paz.[56]
- Italia: Italia enviará alrededor de 600 efectivos como fuerzas de paz.[56]
- Reino Unido: El 25 de abril de 2008, el Reino Unido anunció que enviaría un grupo basado en un batallón de infantería de unos 600 soldados para mantener el orden público.[57]